# Ruta Provincial 80 (Santa Fe)
La Ruta Provincial 80 es una carretera de 66 km de jurisdicción provincial, ubicada en el centro-este de la Provincia de Santa Fe, República Argentina y cuya traza es dirección este-oeste.
Comienza en la RN 11 en el pueblo de Arocena y finaliza en la RN 34 entre los pueblos de Cañada Rosquín y San Martín de las Escobas.
Anteriormente era la Ruta Nacional 172. Mediante el Decreto Nacional 1595 del año 1979 esta ruta pasó a la jurisdicción de la provincia de Santa Fe. 
Se encuentra pavimentada al este de la ciudad de Gálvez. En 2021 el gobierno santafesino en el marco del plan de obras viales del gobernador Perotti
comenzó los trabajos para asfaltar la totalidad de la ruta.

## Localidades
Valdez (Belgranl)
Islas (Villanueva)
San Jorge (San Jorge)

## Nomenclatura
- Alte Brown (partido de general belgrano) 0 a 3000
- Urquiza (partido de villanueva) 2600 a 8500
- Gral San Martin (partido de villanueva) 0 a 2500
- Eva Perón (partido de villanueva) 0 a 5000
- Simón Bolívar (partido de san Jorge) 0 a 2500